# Sport Lisboa e Benfica 2005-2006
Questa voce raccoglie le informazioni riguardanti lo Sport Lisboa e Benfica nelle competizioni ufficiali della stagione 2005-2006.

## Rosa
| N. |                       | Ruolo | Calciatore          |
| -- | --------------------- | ----- | ------------------- |
| 1  | Portogallo (bandiera) | P     | José Moreira        |
| 3  | Brasile (bandiera)    | D     | Anderson            |
| 4  | Brasile (bandiera)    | D     | Luisão              |
| 5  | Brasile (bandiera)    | D     | Léo                 |
| 6  | Portogallo (bandiera) | C     | Petit               |
| 7  | Portogallo (bandiera) | C     | Carlitos            |
| 8  | Portogallo (bandiera) | C     | Bruno Aguiar        |
| 9  | Angola (bandiera)     | A     | Mantorras           |
| 10 | Grecia (bandiera)     | C     | Giōrgos Karagkounīs |
| 11 | Brasile (bandiera)    | C     | Geovanni            |
| 12 | Portogallo (bandiera) | P     | Quim                |
| 13 | Brasile (bandiera)    | D     | Alcides             |
| 14 | Portogallo (bandiera) | C     | Manuel Fernandes    |
| 15 | Portogallo (bandiera) | C     | Nuno Assis          |
| 16 | Brasile (bandiera)    | C     | Beto                |
| 17 | Russia (bandiera)     | C     | Andrej Karjaka      |
| 18 | Francia (bandiera)    | D     | Manuel dos Santos   |

| N. |                       | Ruolo | Calciatore                   |
| -- | --------------------- | ----- | ---------------------------- |
| 19 | Portogallo (bandiera) | A     | Marcel                       |
| 20 | Portogallo (bandiera) | C     | Simão                        |
| 21 | Portogallo (bandiera) | A     | Nuno Gomes                   |
| 22 | Portogallo (bandiera) | D     | Nélson                       |
| 23 | Brasile (bandiera)    | A     | Gustavo Manduca              |
| 24 | Portogallo (bandiera) | P     | Bruno Miguel Guerreiro Costa |
| 27 | Brasile (bandiera)    | D     | João Pereira                 |
| 28 | Portogallo (bandiera) | C     | Hélio Roque                  |
| 29 | Brasile (bandiera)    | C     | Everson Pereira da Silva     |
| 30 | Italia (bandiera)     | A     | Fabrizio Miccoli             |
| 31 | Brasile (bandiera)    | P     | Marcelo Moretto              |
| 32 | Portogallo (bandiera) | C     | Marco Ferreira               |
| 33 | Portogallo (bandiera) | D     | Ricardo Rocha                |
| 34 | Francia (bandiera)    | C     | Laurent Robert               |
| 39 | Portogallo (bandiera) | C     | João Coimbra                 |
| 43 | Portogallo (bandiera) | P     | Rui Nereu                    |

## Risultati

### Supercoppa portoghese
| Arbitro: | Benquerença (Leiria) |

|                |           |  |
| Nuno Gomes 51’ | Marcatori |  |

### UEFA Champions League

#### Fase a gironi
| Arbitro: | Temmink |

|               |           |  |
| Miccoli 90+2’ | Marcatori |  |

| Arbitro: | Micheľ |

|                              |           |           |
| Giggs 35’ van Nistelrooy 85’ | Marcatori | 59’ Simão |

| Arbitro: | Meyer |

|                     |           |                  |
| Riquelme 72’ (rig.) | Marcatori | 77’ M. Fernandes |

| Arbitro: | De Bleeckere |

|  |           |           |
|  | Marcatori | 81’ Senna |

| Saint-Denis 22 novembre 2005, ore 20:45 CET 5ª giornata | Lilla   | 0 – 0 referto | Benfica | Stade de France (76 200 spett.)\| Arbitro: \| Busacca \| |
| Arbitro:                                                | Busacca |               |         |                                                          |

| Arbitro: | Vassaras |

|                       |           |            |
| Geovanni 16’ Beto 34’ | Marcatori | 6’ Scholes |

#### Fase a eliminazione diretta

##### Ottavi di finale
| Arbitro: | Plautz |

|            |           |  |
| Luisão 84’ | Marcatori |  |

| Arbitro: | De Santis |

|  |           |                       |
|  | Marcatori | 36’ Simão 89’ Miccoli |

##### Quarti di finale
| Lisbona 28 marzo 2006, ore 20:45 CEST Quarti di finale - Andata | Benfica | 0 – 0 referto | Barcellona | Estádio da Luz (65 000 spett.)\| Arbitro: \| Bennett \| |
| Arbitro:                                                        | Bennett |               |            |                                                         |

| Arbitro: | Micheľ |

|                          |           |  |
| Ronaldinho 19’ Eto'o 89’ | Marcatori |  |

## Statistiche

### Statistiche di squadra
| Competizione     | Punti | In casa | In casa | In casa | In casa | In casa | In casa | In trasferta | In trasferta | In trasferta | In trasferta | In trasferta | In trasferta | Totale | Totale | Totale | Totale | Totale | Totale | DR  |
| Competizione     | Punti | G       | V       | N       | P       | Gf      | Gs      | G            | V            | N            | P            | Gf           | Gs           | G      | V      | N      | P      | Gf     | Gs     | DR  |
| ---------------- | ----- | ------- | ------- | ------- | ------- | ------- | ------- | ------------ | ------------ | ------------ | ------------ | ------------ | ------------ | ------ | ------ | ------ | ------ | ------ | ------ | --- |
| Primeira Liga    | 67    | 17      | 11      | 4       | 2       | 27      | 10      | 17           | 9            | 3            | 5            | 24           | 19           | 34     | 20     | 7      | 7      | 51     | 29     | +22 |
| Taça de Portugal |       | 2       | 0       | 1       | 1       | 0       | 1       | 2            | 2            | 0            | 0            | 4            | 1            | 4      | 2      | 1      | 1      | 4      | 2      | +2  |
| Supertaça        |       | -       | -       | -       | -       | -       | -       | -            | -            | -            | -            | -            | -            | 1      | 1      | 0      | 0      | 1      | 0      | +1  |
| Champions League | -     | 5       | 3       | 1       | 1       | 4       | 2       | 5            | 1            | 2            | 2            | 4            | 5            | 10     | 4      | 3      | 3      | 8      | 7      | +1  |
| Totale           |       | 24      | 14      | 6       | 4       | 31      | 13      | 24           | 12           | 5            | 7            | 32           | 25           | 49     | 27     | 11     | 11     | 64     | 38     | +26 |

### Andamento in campionato
| Giornata  | 1 | 2  | 3  | 4  | 5 | 6 | 7 | 8 | 9 | 10 | 11 | 12 | 13 | 14 | 15 | 16 | 17 | 18 | 19 | 20 | 21 | 22 | 23 | 24 | 25 | 26 | 27 | 28 | 29 | 30 | 31 | 32 | 33 | 34 |
| --------- | - | -- | -- | -- | - | - | - | - | - | -- | -- | -- | -- | -- | -- | -- | -- | -- | -- | -- | -- | -- | -- | -- | -- | -- | -- | -- | -- | -- | -- | -- | -- | -- |
| Luogo     | T | C  | T  | C  | T | C | T | C | T | C  | T  | C  | T  | C  | C  | T  | C  | C  | T  | C  | T  | C  | T  | C  | T  | C  | T  | C  | T  | C  | T  | T  | C  | T  |
| Risultato | N | P  | P  | V  | V | V | V | V | N | N  | P  | N  | V  | V  | V  | V  | V  | V  | V  | P  | P  | V  | P  | V  | V  | N  | V  | V  | V  | N  | V  | N  | V  | P  |
| Posizione | 9 | 14 | 16 | 11 | 9 | 5 | 4 | 3 | 4 | 4  | 6  | 6  | 6  | 5  | 5  | 3  | 2  | 2  | 2  | 2  | 3  | 3  | 4  | 4  | 3  | 3  | 3  | 3  | 3  | 3  | 3  | 3  | 3  | 3  |

Legenda:

Luogo: C = Casa; T = Trasferta. Risultato: V = Vittoria; N = Pareggio; P = Sconfitta.